# Hyloxalus azureiventris
Hyloxalus azureiventris är en groddjursart som först beskrevs av Mathias Kneller och Henle 1985.  Hyloxalus azureiventris ingår i släktet Hyloxalus och familjen pilgiftsgrodor. IUCN kategoriserar arten globalt som starkt hotad. Inga underarter finns listade i Catalogue of Life.